# 蜡质水东哥
蜡质水东哥（学名：Saurauia cerea）为猕猴桃科水东哥属下的一个种。

## 扩展阅读
- 維基物種上的相關：蜡质水东哥